# Kaplica św. Faustyny w Pisarzowicach
Kaplica św. Faustyny – rzymskokatolicka kaplica w Pisarzowicach w powiecie brzeskim. Świątynia należy do parafii Podwyższenia Krzyża Świętego w Brzegu w dekanacie Brzeg północ, archidiecezji wrocławskiej.

## Historia świątyni
Budowa kaplicy w Pisarzowicach rozpoczęła się w 2007 roku, jej zakończenie nastąpiło w 2015 roku.